# دومبروفکا
دومبروفکا (انگلیسی: Dombrovka) یک شهرک در شهرستان بلاگووارسکی باشقیرستان کشور روسیه است.